# Inglefield Mountains
Inglefield Mountains är en bergskedja i Kanada.   Den ligger i territoriet Nunavut, i den nordöstra delen av landet, 3 600 km norr om huvudstaden Ottawa.
Trakten runt Inglefield Mountains är permanent täckt av is och snö. Trakten runt Inglefield Mountains är nära nog obefolkad, med mindre än två invånare per kvadratkilometer.